# پی‌بک (۲۰۲۰)
پی‌بک (۲۰۲۰) (به انگلیسی: Payback) یک رویداد غیر رایگان (Pay-Per-View) در کشتی حرفه‌ای می‌باشد که توسط کمپانی دبلیودبلیوئی برای هردو برَند راو و اسمک‌دَون تهیه می‌شود و این دوره‌اش هم در ۳۰ اوت ۲۰۲۰ در ام‌وی سنتر شهر اورلاندو ایالت فلوریدا برگزار شد. این ششمین رویداد تحت عنوان دبلیودبلیوئی پی‌بک بود.
هشت مسابقه برگزار شد که یکی از آنها در پری-شو (کیک آف) بود. در مسابقه اصلی رومن رینز در مقابل براون استرومن و د فیند بری وایت به پیروزی رسید تا قهرمانی یونیورسال را از آن خود کند. ری میستریو و پسرش، دامینیک میستریو هم سث رالینز و مورفی را شکست دادند. همچنین کیت لی، رندی اورتون و بیگ ای شیمس را شکست دادند. بابی لشلی نیز در مقابل آپولو کروز به پیروزی رسید تا قهرمان جدید کمربند ایالات متحده شود.

## زمینه‌سازی
تی‌ال‌سی شامل مسابقاتی بین دشمنی‌های موجود، ماجراهای پیش آمده و استوری‌هایی خواهد بود که پیش از این در برنامه‌های راو یا اسمک داون پخش شده بود. کشتی‌گیرها با توجه به مسابقات یا سری اتفاقاتی که برایشان رخ می‌دهد و تنش را به حد اکثر می‌رساند، نقش منفی یا قهرمان به خود می‌گیرند.

## نتایج
| #                                                                                                 | نتایج                                                                                  | نوع مسابقه                                                               | مدت زمان |
| ------------------------------------------------------------------------------------------------- | -------------------------------------------------------------------------------------- | ------------------------------------------------------------------------ | -------- |
| ۱پ                                                                                                | د رایت اسکواد (روبی رایت و لیو مورگان) پیروز در مقابل د آیکانیکس (بیلی کی و پیتون رویس | مسابقه تگ تیم                                                            | ۶:۳۰     |
| ۲                                                                                                 | بابی لشلی (با همراهی ام‌وی‌پی و شلتون بنجامین) پیروز در مقابل آپولو کروز (c) با تسلیم    | مسابقه تک نفره برای کمربند قهرمانی ایالات متحده دبلیودبلیوئی             | ۹:۰۰     |
| ۳                                                                                                 | بیگ ای پیروز در مقابل شیمس                                                             | مسابقه تک نفره                                                           | ۱۲:۲۰    |
| ۴                                                                                                 | مت ریدل پیروز در مقابل پادشاه کوربین                                                   | مسابقه تک نفره                                                           | ۱۰:۵۵    |
| ۵                                                                                                 | شینا بیزلر و نایا جکس پیروز در مقابل بیلی و ساشا بنکس (c) با تسلیم                     | مسابقه تگ تیم برای قهرمانی کمربند های تگ تیم زنان                        | ۱۰:۲۰    |
| ۶                                                                                                 | کیت لی پیروز در مقابل رندی اورتون                                                      | مسابقه تک نفره                                                           | ۶:۴۰     |
| ۷                                                                                                 | ری میستریو و دامینیک میستریو پیروز در مقابل ست رالینز و مورفی                          | مسابقه تگ تیم                                                            | ۱۵:۵۸    |
| ۸                                                                                                 | رومن رینز (با همراهی پاول هیمن) پیروز در مقابل "د فیند" بری وایت (c) و براون استرومن   | مسابقه نو هولدز بارد سه جانبه برای قهرمانی کمربند یونیورسال دبلیودبلیوئی | ۱۲:۴۶    |
| - (c) – نشان‌دهنده قهرمان(هایی) است که به میدان می‌روند - پ – نشان‌دهنده این است که مسابقه در پری–شو |                                                                                        |                                                                          |          |